# Metal Kingdom
Metal Kingdom, стилизовано как METAL KINGDOM — песня японской каваии-метал группы Babymetal. Впервые выпущена в качестве цифрового сингла в январе 2023 года, а позже в составе четвёртого студийного альбома The Other One.

## Выпуск
11 октября 2022 года группа объявила о своём предстоящем четвёртом концептуальном альбоме The Other One, который вышел 24 марта 2023 года. Metal Kingdom является третьей выпущенной песней с этого альбома и стала доступна 20 января 2023 года в качестве цифрового сингла через стриминговые сервисы по всему миру.

## Композиция
Metal Kingdom описывается как «одна огромная пауэр-баллада, с гигантским вокалом во время припева, глючными джент-гитарами на заднем плане и общим ощущением триумфа».
Согласно пресс-релизу, в рамках проекта The Other One по восстановлению Babymetal, каждая из десяти песен нового альбома представляет собой «уникальную тему, основанную на 10 отдельных параллельных мирах». Темой третьего сингла является Throne. Это мощный гимн, возвещающий начало новой эры, а также олицетворяющий силу и смелость шагнуть вперёд на неизведанную территорию. Трек передаёт образ того, как человек мощно поднимается с трона молчания, а фанфары возвещают о новом начале.

## Видеоклип
Музыкальное видео было выпущено на официальном YouTube-канале Babymetal 3 февраля 2023 года. В видео вошли кадры с живого выступления, снятого во время концертов 28 и 29 января в Макухари Мессе. По мнению NBT из JROCK NEWS, «хореография в клипе не похожа на большинство других прошлых работ, которые были в основном весёлыми и игривыми, и сосредоточена на более серьёзных элементах». Лиз Скарлетт из Metal Hammer назвала выступление «эпичным», а так же «достойным возвращением группы на сцену после почти двухлетнего отсутствия». По мнению Российского лейбла Союз, «клип идеально подходит под саму песню, не смотря на то, что он концертный». «Babymetal устроили на сцене настоящее театральное представление с костюмами и троном».

## Реакция
Kerrang! поставили сингл на третье место в своём хит-параде новинок за неделю 20 января 2023 года. «Даже спустя более десяти лет, группа всё ещё не достигла своего пика. И это просто потрясающе». Джек Роджерс из RockSound назвал его «очень атмосферным и мощным», «с парящими риффами и небесным вокалом». Он так же отметил, что «этот трек ещё одно доказательство того, что новый альбом — „это стремления группы создать нечто действительно впечатляющее“». Джон Хадусек с сайта Consequence написал, что песня звучит как «партитура фильма с её парящей аранжировкой, богатым звуковым сопровождением и катарсическим вокалом дуэта Babymetal».
Metal Kingdom вошла в ежедневный чарт Oricon Top Digital Singles под номером 2 с 20 января 2023 года и в еженедельный чарт Top Digital Single под номером 28 с 30 января 2023. Сингл также дебютировал под номером 28 на Billboard Japan Top Download Songs 23 ноября 2022.

## Чарты
| Чарт (2022)                                  | Высшая позиция |
| -------------------------------------------- | -------------- |
| Япония (Japan Top Download Songs, Billboard) | 28             |
| Япония (Daily Top Digital Singles, Oricon)   | 2              |
| Япония (Weekly Top Digital Singles, Oricon)  | 28             |

## История релизов
| Регион | Дата           | Формат                        | Лейбл                                       | Прим.  |
| ------ | -------------- | ----------------------------- | ------------------------------------------- | ------ |
| Япония | 20 января 2023 | Цифровая дистрибуция стриминг | Amuse, Inc. Toy's Factory                   | [ 18 ] |
| Мир    | 20 января 2023 | Цифровая дистрибуция стриминг | Amuse, Inc. Babymetal Records Cooking Vinyl | [ 19 ] |